# Dorje Lhakpa
Le Dorje Lhakpa est un sommet népalais se situant en Himalaya. Il culmine à 6 966 mètres d'altitude.